# Debby Petter
Deborah Daniëlle (Debby) Petter (Weesp, 10 september 1956) is een Nederlands voormalig cabaretière en oud-nieuwslezeres.

## Biografie
De vader van Petter had in Weesp een eigen tandartspraktijk, waarin haar moeder regelmatig assisteerde. 
Petter ging in Weesp naar de lagere school; de havo doorliep ze in Hilversum. In 1973 ontmoette ze Youp van 't Hek op haar eindexamenfeest. Hij vertelde dat hij haar op het schooltoneel had horen zingen en vroeg haar om samen met hem en met Daan van Straaten de cabaretgroep Nar op te richten. Dat gebeurde, maar in 1976 verliet ze Nar en vertrok naar Parijs om als au pair te gaan werken. Dat betekende ook een tijdelijke breuk met Van 't Hek. Halverwege de jaren tachtig ontmoette ze Van 't Hek weer. Uit een eerdere relatie had ze al een dochter gekregen, uit het ontstane huwelijk met Van 't Hek werden een dochter, regisseur Anna van 't Hek en een zoon geboren.
De tv-carrière van Petter begon bij de lokale Amsterdamse zender AT5. In 1993 stapte ze over naar de publieke omroep om voor de KRO Spoorloos te gaan presenteren. Het was destijds een live-programma met publiek en vijf camera’s. Op initiatief van Petter werd de programma-opzet gewijzigd: voortaan zou ze met een cameraploeg op pad gaan en de zoektocht naar mensen filmen, waardoor de ontmoetingen natuurlijker zouden overkomen. Met dit idee werd geëxperimenteerd en Petter reisde ervoor naar Duitsland, Japan en Frankrijk. De kijkcijfers liepen echter terug en de opzet bleek te duur.
In 1996 presenteerde ze voor de Nederlandse Wereldomroep het programma Studio NL Live en van 1996 tot 2002 presenteerde ze het NOS Journaal waar ze gelijktijdig met Sacha de Boer en Hans Smit was aangenomen. Vanaf september 2002 werkte ze voor BVN, de satellietzender van de Wereldomroep. Toen dat stopte, besloot zij Nederlandse les aan buitenlanders te gaan geven.
In februari 2009 verscheen haar eerste boek Ik ben er nog, het verhaal over het leven van haar Joodse moeder Hélène Egger (Amsterdam, 21 november 1929 - Baarn, 4 februari 2024), die tijdens de oorlog haar twee broers en vader verloor en zelf ontsnapte aan transport naar een concentratiekamp en bijna een jaar lang ondergedoken zat te Vorstenbosch. Op 5 november 2011 was de première van het solotheaterstuk Ik ben er nog onder regie van Thomas Verbogt, geproduceerd door Hekwerk Theaterproducties en uitgevoerd door Petter zelf. Het persoonlijke verhaal van Hélène Egger maakt sinds 2016 onderdeel uit van de permanente tentoonstelling 'Nederland in de Tweede Wereldoorlog' van Oorlogsmuseum Overloon. Een korte film over het leven van Egger uit de tentoonstelling in Overloon, eveneens met de titel 'Ik ben er nog', won in september 2017 een Gouden Reiger, een landelijke prijs voor de beste in opdracht gemaakte film, als onderdeel van het Nederlands Film Festival. In 2018 werd deze film in Las Vegas bekroond met een Gold World Medal bij The New York Festivals.

## Shows
- 2009; Hexen
- 2009; Mijn man
- 2010; Zadelpijn en ander damesleed
- 2012-2013; Zadelpijn 2
- 2011-2016; Ik ben er nog
- 2013-2014; Gaandeweg
- 2015-2017; Bed & Breakfast
- 2016; Hamlet is een Schiedammer
- 2017-2018; In mijn hoofd[5][6]
- 2019-2021; De liefde voorbij
- 2025- ; Afslag gewist (met op harp Emma Finkers)